# Lynne Lancaster
Lynne C. Lancaster (1964) è un'archeologa e topografo statunitense specializzata in architettura romana e topografia di Roma.

## Biografia
Lancaster è cresciuta a LaGrange, in Georgia dove si è diplomata presso la scuola locale. Ha intrapreso il suo BArch al Virginia Polytechnic Institute e alla State University, e il suo dottorato di ricerca in filosofia all'Università di Oxford. Dal 1997 insegna al Dipartimento di classici e religioni del mondo presso la Ohio University.

## Riconoscimenti
Nel 1993-1994 la Lancaster è stata insignita del Humanities Rome Award dalla British School at Rome 
Nel 2007 ha ricevuto il James R. Wiseman Book Award dall'American Institute for Archaeology e dal 2010-2011 Lancaster ha tenuto l'AIA Joukowsky Lecturership. 

## Vita privata
Dal 1989, Lancaster è sposata con il collega archeologo ed educatore Tom Carpenter, specializzato nell'iconografia greca e negli antichi popoli del Sud Italia. Insieme hanno viaggiato in lungo e in largo per il Mediterraneo in Inghilterra e in Italia.

## Pubblicazioni
- 2015 - Innovative Vaulting in Architecture of the Roman Empire, 1st to 4th Centuries CE. Cambridge: Cambridge University Press.
- 2012 - A New Vaulting Technique for Baths in Southern Britain: The Anatomy of a Romano-British Invention. Journal of Roman Archaeology 25.1: 419-440.
- 2010 - Parthian Influence on Vaulting in Roman Greece? An Enquiry into Technological Exchange under Hadrian. American Journal of Archaeology 114.3: 447-472.
- 2005 - Concrete Vaulted Construction in Imperial Rome: Innovations in Context. Cambridge: Cambridge University Press.
- 2000 - Building Trajan's Markets II: The Construction Process. American Journal of Archaeology 104: 755-785.
- 1999 - Building Trajan's Column. American Journal of Archaeology 103: 419-439.
- 1998 - Reconstructing the Restorations of the Colosseum after the Fire of 217. Journal Roman Archaeology 11: 146-174.